# روت مادر
روث مادير (بالألمانية: Ruth Mader)‏ (و. 1974  م) هي مخرجة أفلام، وكاتبة سيناريو، ومنتجة أفلام نمساوية، ولدت في فيينا.

## وصلات خارجية
- روت مادر على موقع IMDb (الإنجليزية)
- روت مادر على موقع ألو سيني (الفرنسية)
- روت مادر على موقع أول موفي (الإنجليزية)
- روت مادر على موقع قاعدة بيانات الأفلام السويدية (السويدية)
- روت مادر على موقع قاعدة بيانات الفيلم (الإنجليزية)
- روت مادر على موقع كينوبويسك (الروسية)